# Hyperespace (transport)
Pour les articles homonymes, voir Hyperespace.
 (juillet 2016).
Si vous disposez d'ouvrages ou d'articles de référence ou si vous connaissez des sites web de qualité traitant du thème abordé ici, merci de compléter l'article en donnant les références utiles à sa vérifiabilité et en les liant à la section « Notes et références ».
 (août 2016).
L'hyperespace (ou hyper-espace) est une méthode fictive de transport à des vitesses supraluminiques utilisée en science-fiction. Elle est couramment utilisée pour justifier les voyages interstellaires ou inter-galactiques à des échelles de temps humaines.
Sa description et son utilisation varient en fonction des œuvres mais font généralement intervenir des termes ou des concepts issus de la relativité générale, tels que les trous de ver, afin de donner l'illusion d'une explication plausible.
L'hyperespace et les voyages supraluminiques relèvent de la science-fiction, mais une théorie scientifique pourrait s'appliquer : la propulsion Alcubierre. Elle est cohérente avec les équations d'Einstein, mais rien ne dit qu'elle ait un réel sens physique. Le vaisseau ne voyagerait pas à proprement parler plus rapidement que la vitesse de la lumière, mais il modifierait l'espace temps autour de lui.
L'hyperpropulsion est le moyen de propulsion supraluminique utilisant l'hyperespace ou une altération de l'espace temps, sans téléportation.

## Définition
L'hyperespace est né d'un besoin narratif de rendre plausible des voyages spatiaux courts tout en s'accommodant de l'évolution des connaissances scientifiques. En effet, la vulgarisation scientifique des théories relativistes auprès du grand public et la conquête de l'espace durant la seconde moitié du XXe siècle firent sortir les voyages spatiaux de la fiction.

Schéma d'un trou de ver de masse négative et de l'hyperespace.

De nombreuses œuvres de science fiction s'en trouvèrent discréditées auprès des lecteurs. Il devenait donc nécessaire de trouver une explication « scientifiquement » acceptable et accessible aux lecteurs pour justifier des voyages spatiaux longue distance courts dans le temps. Diverses solutions furent élaborées par les auteurs, le plus souvent en utilisant des éléments issus de l'astrophysique ou de la relativité restreinte, et de certains phénomènes prédits par ces théories, notamment les trous de ver.
Cependant, les principes relativistes dont découlent certains objets tels que les trous de ver nécessitent un espace ayant plus de trois dimensions (un vrai hyperespace au sens mathématique du terme), difficile à appréhender et à interpréter par les auteurs et les lecteurs. Afin de ne pas perdre le lecteur avec ces considérations scientifiques, différents auteurs de science-fiction développèrent un outil narratif pour le simplifier : l'hyperespace.
Cet hyperespace est une dimension dans laquelle se déroule le voyage. Il peut représenter le passage entre les deux extrémités d'un trou de ver ou d'autres environnements dans lesquels se déplace le vaisseau spatial. Sa principale caractéristique est de permettre des voyages à des vitesses supraluminiques dans l'espace physique.
L'hyperespace de la science-fiction est donc un outil narratif qui emprunte ses termes au vocabulaire scientifique mais qui n'a aucun rapport avec les hyperespaces mathématiques et ne correspond à aucune théorie scientifique.

## Dans la fiction
Dans les différentes œuvres qui utilisent l'hyperespace, il est généralement accompagné de nombreuses limitations afin de préserver une certaine cohérence aux récits et de minimiser les répercussions sur l'univers de fiction.
Ces limitations servent aussi à transposer les aléas d'un voyage classique à ce mode de transport, ce qui le distingue d'un point de vu narratif de la téléportation (qui elle sert de raccourci narratif) :
- il est complexe à mettre en œuvre ;
- il est généralement limité aux voyages spatiaux et interstellaires ;
- il est plus ou moins fiable, rapide ou dangereux ;
- il fait l'objet d'une pénurie, d'une restriction ou d'un monopole qui en limitent l'usage à une élite ou à un faible nombre de personnes.

### L'œuvre d'Asimov (à partir de 1950)
Dans nombre de ses romans ou nouvelles, Isaac Asimov fait usage de l'hyperespace afin de couvrir les distances faramineuses existant entre les systèmes stellaires. Les données physiques justifiant son usage sont dispersées et évoluent au fur et à mesure des œuvres, voire au sein d'une même série (ex : Fondation).
L'hyperespace n'est pas un univers mais un ensemble de conditions physiques qui, quand elles sont rassemblées, autorisent un objet à sauter d'un point à un autre de l'espace sans parcourir le trajet intermédiaire entre ces points. On peut obtenir ces conditions en utilisant un propulseur spécifique. Dans les conditions de saut hyperspatial, le vaisseau se trouve à égale distance de tous les points de l'univers. Il ne subit donc pas d'accélération car il passe d'un point à un autre sans s'être déplacé. Le vaisseau disparaît pour réapparaitre à un autre point instantanément et sans vitesse relative.
L'hyperespace est soumis à d'importantes restrictions ; son utilisation est notamment très sensible à la gravitation, les différents corps célestes et leurs champs gravitationnels perturbant grandement les sauts qui recourent à l'hyperespace. Les vaisseaux doivent donc sauter d'un point éloigné de tout corps vers un autre point relativement éloigné de tout corps céleste, ce qui implique de longs trajets à des vitesses inférieures à celle de la lumière avant qu'un saut ne soit possible avec une sécurité et une précision suffisantes.
De plus, si certaines zones sont bien cartographiées, d'autres secteurs de la galaxie sont plus méconnus, soit parce qu'ils sont très peu fréquentés, soit parce que les données en ont été perdues au fil des siècles. Les rares vaisseaux à s'y aventurer doivent cartographier les différents corps célestes rapprochés et calculer leurs trajectoires et leurs positions réelles entre chaque saut. La portée des sauts de ces vaisseaux est donc limitée par leurs capacités d'observation et de calcul.

### Dune(1965)
Dans Dune de Franck Herbert, les voyages spatiaux sont réalisés via une technologie avancée de repli de l’espace sur lui-même. Pour cela, les vaisseaux de la Guilde spatiale utilisent l’effet Holtzman, une loi de la physique n'étant jamais décrite en détail dans l'œuvre, mais régissant la plupart des technologies présentes dans cet univers (antigravité, boucliers, Lasers).
Les voyages sont presque instantanés mais très dangereux. En effet, les calculs de trajectoires sont excessivement complexes et nécessitent pour être corrects la connaissance de tous les éléments présents sur le trajet, voire dans l’univers tout entier. Cette tâche déjà impossible est rendue encore plus difficile par l’interdiction religieuse (Jihad Butlérien) des ordinateurs et de toutes les formes de machines pensantes. Les seuls à maîtriser les voyages hyperspatiaux sont les Navigateurs de la Guilde spatiale, qui obtiennent la prescience nécessaire aux voyages via l’absorption d’une substance nommée « épice » (ou mélange), disponible sur une unique planète dans l'univers, Arrakis, plus connue sous le nom de « Dune ».
Les Navigateurs sont donc parties prenantes dans l’économie de l’épice et jouent de leur monopole sur les voyages spatiaux pour influencer les nombreux acteurs en présence.
Ces êtres vivent la totalité de leur existence dans des caissons hermétiques transparents, saturés de gaz d'épice nécessaire à leur survie mais aussi à leur fonction. Ressemblant plus à des poissons qu'à des hommes, les Navigateurs Guildiens sont tout de même humains. L'épice leur donne des dons de prescience indispensables au voyage spatial à longue distance. Les Navigateurs devinent ainsi le chemin le plus rapide entre deux replis spatiaux, en évitant toute collision avec une planète, une étoile, un autre vaisseau, ou en passant au large de toute zone dangereuse. Une fois déterminée cette trajectoire, ils projettent le vaisseau à travers ces replis, permettant d'écourter grandement les voyages (qui ne sont tout de même pas instantanés).
À partir des Hérétiques de Dune, les ingénieurs de la planète Ix parviennent à fabriquer des machines capables de remplacer les Navigateurs. Malgré tout, seule la Guilde, du fait de son monopole, est à même de diriger les vaisseaux spatiaux longue distance, appelés « Longs-Courriers », qui permettent un acheminement commercial dans toute la galaxie. Les Longs-Courriers, vaisseaux gigantesques, comportent de vastes cales pouvant accueillir de nombreux vaisseaux de taille inférieure en plus du fret standard. Lorsque le Navigateur enclenche le déplacement du Long-Courrier, il entraîne avec lui tout ce qui se trouve à l'intérieur.
Les machines ixiennes sont utilisées dans certains vaisseaux de la Guilde, mais il y a toujours un Navigateur à bord. Ainsi, les Guildiens manifestent leur indépendance par rapport à ces machines. De plus, ces dernières sont à la limite de ce qui est toléré dans l'Imperium humain, du fait de l'interdit lié au Jihad Butlérien, toujours en cours, et dont le credo est : « Tu ne feras pas de machines à l'esprit de l'homme semblable ». C'est l'assouplissement de cette règle avec les millénaires qui permettra à Ix de développer ces machines.

### Star Trek(1966)
Dans la série Star Trek, son créateur, Gene Roddenberry, a imaginé un système de propulsion supraluminique bien particulier et difficile à traduire en français : la technologie du « warp drive », d’où s’ensuivent les termes « warp speed » et « time warp ». Le dictionnaire (en anglais) définit « warp » comme un verbe dont l’action est de tordre et un nom synonyme de distorsion. Dans la version française, on parle de vitesse exponentielle mais il ne s’agit pas seulement de cela. Ce problème est lié au fait qu’il n’existe aucune traduction exacte du mot « warp ». Même si l’on traduit ce mot par « distorsion », on n’en obtient qu’une approximation.
Il n’y a pas d’hyperespace dans Star Trek, sinon d’autres couches spatiales permettant le déplacement plus rapide autant pour les astronefs que pour l’envoi de communications. Il s’agit du « subspace », ou sous-espace. Le sous-espace existe donc sous des couches en dessous de l’espace-temps quadridimensionnel normal, comme les couches d’un gâteau. Lorsqu’un astronef voyage à vitesse supraluminique, il ne pénètre pas pour autant dans le sous-espace. Les astronefs qui utilisent ce « warp drive » dépassent sensiblement la vitesse de la lumière en créant un champ de distorsion artificiel (« warp field ») qui s'étend dans le sous-espace les enveloppant dans une sphère d’espace-temps normal. Cette sphère les protège de la dilatation spatio-temporelle habituellement associée aux déplacements supraluminiques standards. Ils ne bougent virtuellement pas puisque c’est ce champ qui avance par une expansion locale de l’espace-temps, à l’instar de la bulle de Miguel Alcubierre.
Cette technologie fictive permet de multiplier la vitesse de la lumière tout en contournant le problème de la dilatation du temps. En revanche, elle ne permet pas le voyage instantané entre deux points à une vitesse infinie comme le passage dans l’hyperespace, le saut dans l’espace-temps ou encore le repli de l’espace qui permettrait de voyager d’une planète à l’autre sans bouger. En revanche, elle permet aux astronefs d’intervenir en faveur d’objets se trouvant dans l’espace normal.
Dans la série originale, la vitesse maximale était de facteur 8 (« warp factor 8 »). Plus tard, dans les nouvelles séries (Nouvelle Génération, Deep Space Nine et Voyager), la vitesse maximale de croisière d’un astronef moderne pouvait atteindre 9,6 (à l’exception du Voyager, astronef de classe Intrepid, qui atteint la limite de « warp factor 9,975 »). Ce facteur, élevé au cube, indiquait le nombre de fois que la vitesse de la lumière était augmentée. Ainsi, « warp factor 8 » signifie 8³, ce qui équivaut à 512 fois la vitesse de la lumière. Star Trek, à l’inverse d’autres séries ou films de Science Fiction, tente de présenter une technologie crédible en prenant soin de consulter scientifiques, astrophysiciens, experts de la NASA tout en remplissant les chaînons manquants de bonnes doses d’unobtainium, et avec l'aide de compensateurs d'Heisenberg. Toutefois, il a été remarqué que la distorsion 10 pouvait être atteinte, seulement cette vitesse est infinie, et l'on se retrouverait partout à la fois, ce qui est théoriquement impossible.
Aussi, avec une vitesse de distorsion supérieure à 10 et une courbe d'accélération constante autour du soleil, le voyage dans le temps serait possible.
La vision de Gene Roddenberry a pris depuis quelques années un nouveau souffle, avec le travail d'un physicien Mexicain, Miguel Alcubierre, qui, s'inspirant de Star Trek, a proposé un modèle mathématique fournissant un concept théorique de propulsion de type « Warp Drive »[réf. souhaitée]. L'idée générale étant la suivante :
Le vaisseau spatial créerait une distorsion spatio-temporelle en dilatant l'espace derrière lui et en le contractant devant lui. Un aspect intéressant de cette idée est qu'elle ne violerait pas les règles de la relativité, dans le sens que le vaisseau et ses occupants ne se déplaceraient jamais à une vitesse dépassant celle de la lumière, ces derniers se trouvant alors dans une bulle permettant de prendre un chemin raccourcissant fortement la distance, surfant en quelque sorte sur une vague.
Ce concept présente plusieurs avantages. Premièrement, le vaisseau et ses occupants ne seraient pas soumis à des accélérations et des décélérations gigantesques complexes à gérer. Mieux encore, le temps dans la bulle s'écoulerait d'une manière identique à celui se trouvant à l'extérieur, les passagers alors ne subissant pas la dilatation temporelle prévue par Einstein dans son travail sur la relativité, qui serait extrêmement pénalisante pour ses occupants.
Rappelons que dans le concept relativiste, non seulement la vitesse de la lumière ne peut être atteinte, ce qui est très limitatif pour le voyage interstellaire, mais qu'à supposer que cela soit possible, le temps s'écoulant de manière différente pour les voyageurs en fonction de la vitesse, un retour sur terre après quelques un voyage de quelques mois en temps du vaisseau mois pourrait correspondre à plusieurs millier d'années en temps terrestre.
Ce concept de « Warp Drive », difficile à traduire en français, a pris récemment un certain poids, au point qu'un laboratoire de la NASA s'y intéresse depuis quelques années.
Harold G. « Sonny » White, un ingénieur travaillant pour un laboratoire de la NASA (Advanced Propulsion Physics Laboratory, appelé aussi « Eagleworks ») a pour tâche de créer un test du concept (Proof of concept) évaluant la faisabilité de cette idée.
Harold G. « Sonny » White est devenu populaire en 2011 pour avoir écrit un papier dont le titre est "Warp Field Mechanics 101", dans lequel il fait évoluer le concept de Miguel Alcubierre, laissant éventuellement entrevoir que la quantité d'énergie à mettre en œuvre pour obtenir cet effet particulier serait bien moins grande qu'estimée précédemment. Aux dernières nouvelles, Harold G. « Sonny » White et son équipe sont en train de mettre au point un interféromètre pouvant démontrer une ébauche pratique de ce concept[réf. souhaitée].
Naturellement, si des retours positifs de ces expériences étaient avérés, il faudrait sans aucun doute des dizaines, voire des centaines d'années, pour arriver à mettre en œuvre ce concept novateur. D'un point de vue purement théorique, et en tenant compte des avantages de cette solution, cela semble aujourd'hui la piste la plus intéressante à explorer pour accéder aux étoiles[réf. souhaitée].

### Star Wars(1977)
Dans l'univers des films de la saga Star Wars, la plupart des vaisseaux (y compris les simples chasseurs X mais pas les TIE) sont équipés d'un générateur d'« hyperdrive », c'est-à-dire un dispositif permettant le passage dans l'hyperespace. Il ne s'agit pas d'un type de propulseur mais plutôt d'un circuit électronique particulier qui utilise une matière spéciale, l'hypermatière qui permettrait de faire passer le vaisseau dans un état différent de la réalité physique. On parle d'un « saut » dans l'hyperespace, dont les coordonnées d'entrées et de sorties doivent être calculées préalablement. Le livre Le Traître (série Nouvel Ordre Jedi) laisse entendre que l'hyperespace est un univers à plus de trois dimensions d'espace dans lequel est plongé « l'espace réel ».
Un mauvais calcul de cap peut s'avérer fatal, car si la trajectoire hyperspatiale se heurte à un champ gravitationnel trop puissant, comme celui généré par une étoile, le vaisseau est arraché à l'hyperespace et s'écrase dans l'obstacle. Les croiseurs impériaux de type Interdictor profitent d'ailleurs de ce phénomène pour intercepter des vaisseaux en transit hyperspatial, en générant un champ gravitationnel artificiel. Le voyage dans l'hyperespace est utilisé surtout pour passer d'un système solaire à l'autre, ou quelquefois pour de courts sauts tactiques au sein d'un système dans le cadre d'une bataille spatiale.
Le passage dans l'hyperespace se fait en actionnant une manette et est généralement précédé d'un décompte. Au moment du passage, les étoiles semblent s'étirer dans le champ de vision puis forment une sorte de tunnel de brouillards bleus tournoyants.
Le Faucon Millenium, présenté par Han Solo comme « le vaisseau le plus rapide de la galaxie », ne l'est en fait qu'en saut hyperspatial. Sa vitesse subluminique n'est pas plus élevée que celles d'autres vaisseaux. Certains chasseurs stellaires, comme les chasseurs TIE de l'Empire, sont dépourvus de générateurs d'hyperdrive, et doivent donc rejoindre les hangars du destroyer stellaire qui les transporte avant chaque saut dans l'hyperespace.
Les voyages hyperspatiaux peuvent durer quelques minutes, voire quelques secondes (c'est une tactique de sauts courts développée dans certains romans), mais généralement plusieurs journées pour voyager entre plusieurs systèmes planétaires. Dans les films, les voyages hyperspatiaux sont souvent l'occasion de dialogues plus ou moins longs.

### Il était une fois… l'Espace(1981)
Dans la série d’animation Il était une fois… l'Espace, le procédé n’est jamais expliqué d’un point de vue technique, mais il porte le nom d’hyperespace et semble inspiré de l’alors toute récente saga de La Guerre des Étoiles du point de vue esthétique : les étoiles se figent puis forment des lignes lors du passage à ce mode de locomotion, qu’on ne peut utiliser qu’après un décompte et avec certains risques, très élevés par exemple si l’on se trouve dans la ceinture d’astéroïdes et qu’on ne dispose pas de bouclier magnétique, comme dans une navette de type « Puce de l'Espace ».

### Warhammer 40,000(1987)
Dans l'univers de Warhammer 40,000, les déplacements spatiaux se font par l'intermédiaire d'une dimension alternative : Le Warp. Il s'agit d'un espace spirituel ou toute émotion se condense en courants. Ces courants forment des marées instables dans la structure de l'espace « réel ». Cette dimension est habitée par des entités d'énergie psychique dont les plus notables sont les démons. Ces êtres sont à l'origine de la nature instable du Warp, en créant un non-espace de Chaos.
Il existe peu de races dans la galaxie à pouvoir déformer le tissu de la réalité afin de pénétrer dans le Warp, les plus notables sont :  les humains de l'Imperium; les Eldars ; les Eldars Noirs et les Orks. Les autres races, comme les Tau, ne font que frôler le Warp grâces à d'autres moyens. Les technologies permettant de déchirer l'espace-temps sont incroyablement complexes, si bien que les humains ne savent plus comment elles fonctionnent. Quant aux Eldars, leur technologie plus avancée passe pour de la magie aux yeux des autres peuples. Les Orks utilisent des Psykers pour passer dans l'Immaterium.
La nature chaotique du Warp rend les voyages spatiaux extrêmement hasardeux. En effet, le temps ne s'écoule pas de la même manière que dans l'espace réel, si bien qu'un équipage, pour couvrir la distance entre deux systèmes solaires, peut voyager pendant quelques semaines, quelques mois voir plus rarement plusieurs années, alors que du point de vue de l'équipage il peut ne s'être passé que quelques jours. Il existe même des cas (fort heureusement rares) où un vaisseau est réapparu avant la date de son départ. À ces problèmes de relativité temporelle s'ajoute les risques de se plonger dans l'Immaterium. Les entités qui l'habitent cherchent sans cesse à s'emparer de l'énergie psychique (équivalente à l'âme) des êtres vivants à bord. Pour s'en protéger, tous les vaisseaux (impériaux du moins) sont équipés d'un champ de force psychique, le Champ Geller. La moindre défaillance de ce système signifierait la perte du bâtiment.
Autre inconvénient de ce mode de transport : son faible rayon d'action. Les Navigateurs de l'Imperium ne peuvent se diriger sans la lumière de l'Astromicon, sorte de phare psychique placé sur Terra (capitale de L'Imperium). La distance que peut parcourir un vaisseau est relativement faible, dépassant rarement quelques dizaines d'années lumières d'un trait.

### Babylon 5(1993)
La série télévisée Babylon 5 offre un concept de l'hyperespace se situant entre les théories des trous de ver et le voyage plus rapide que la lumière.
Son concept original réside dans l'idée qu'il est nécessaire d'utiliser une grande quantité d'énergie pour déchirer notre espace-temps. En pénétrant dans cette déchirure, on peut atteindre une sorte d'univers « raccourci » basé sur la théorie du chaos. Il est alors nécessaire d'avoir les coordonnées locales pour pouvoir déchirer l'hyperespace et atteindre à nouveau l'espace normal.
Contrairement aux théories standard de vitesses supraluminique, où un trou de ver possède une entrée et une sortie définies à sa création, la fiction de Babylon 5 offre une théorie où les trous de ver nous font atterrir dans un univers parallèle qui offre, comme un système routier souterrain, des raccourcis pour atteindre d'autres parties de l'espace.
Cela permet à des vaisseaux ne possédant pas la technologie et la puissance nécessaires pour déchirer l'espace-temps de s'y promener en utilisant des mécanismes extérieurs pour y entrer et en sortir. Mais cela inclut aussi un concept d'existence permanente de cet univers, et donc la possibilité d'y dissimuler (ou perdre) des objets et autres constructions artificielles.

### Stargate(1994-2011)
Dans la série Stargate, l'hyperespace (appelé aussi « subespace ») est utilisé comme moyen de transport supraluminique. En effet, selon la relativité restreinte formulée par Einstein, aucune particule pourvue de masse ne peut atteindre la vitesse de la lumière, car il lui faudrait pour cela acquérir une énergie infinie ; or :
- la quantité totale d'énergie dans l'Univers, bien que considérable, est finie et fixe, on ne peut la faire changer, car cela violerait le premier principe de la thermodynamique ;
- si un objet arrivait malgré tout à rassembler une énergie infinie, il acquerrait par là une masse infinie, selon l'équation E=mc2 (là aussi édictée par Einstein), impossible à déplacer.

Le subespace étant considéré comme un espace différent de l'espace conventionnel du point de vue des règles de la physique (le subespace contient 11 dimensions), les créateurs de la série ont utilisé cette notion pour imaginer un système de transport utilisant l'hyperespace.
Il semble toutefois possible de déplacer un vaisseau à une vitesse supraluminique sans entrer en hyperespace, en créant une bulle d'hyperespace autour du vaisseau, le Destinée en est capable grâce à une technologie intermédiaire développée par les Anciens il y a des millions d'années. Samantha Carter utilisa la même technique à bord du X-303 Prométhée pour s'évader d'un nuage de gaz.
Pour utiliser l'hyperespace, il faut tout d'abord y entrer. Pour cela, il faut générer une fenêtre d'hyperespace, c'est-à-dire déformer l'espace-temps conventionnel, au point de créer une zone qui permet d'accéder à l'hyperespace. Cette fenêtre d'hyperespace est visible sous la forme d'une sorte de nébuleuse très localisée. Une fois la fenêtre créée, le vaisseau spatial doit accélérer brusquement vers cette fenêtre, laquelle happe le vaisseau et se referme. En hyperespace, le vaisseau se déplace grâce à un générateur d'hyper-propulsion, qui sert également à créer la fenêtre. Pour sortir de l'hyperespace, il faut recréer une fenêtre à l'avant du vaisseau, fenêtre que le vaisseau traverse pour revenir en espace conventionnel. Pour déterminer la trajectoire en hyperespace, ainsi que les positions des fenêtres, il faut entrer les coordonnées dans l'espace du point d'arrivée relativement au point de départ dans le système qui gère l'hyper-propulsion.
Un générateur d'hyperpropulsion est très complexe et demande beaucoup d'énergie, ce qui explique que seules les races technologiquement avancées, telles que les Goa'ulds ou les Asgards, arrivent à en construire, bien que les Terriens arrivent à en produire, mais en petite quantité ; de plus, l'énergie demandée exige de maîtriser la technologie des réacteurs à naquadah ou à naquadria. Les Réplicateurs ont aussi appris cette technologie en perçant les défenses informatiques des Asgards.
Les vaisseaux possédant l'hyperpropulsion sont principalement utilisés lorsque le voyage ne peut être fait par la porte des étoiles, parce qu'il y a trop de troupes ou de matériel à transporter, ou parce qu'il n'y a pas de porte utilisable pour ce trajet, ou tout simplement pour déplacer ces mêmes vaisseaux.
L'hyper-propulsion fonctionnant sur une déformation de l'espace-temps, celle-ci peut-être perturbée par l'environnement spatio-temporel. Ainsi, le Prométhée traversa un jour un trou noir alors qu'il était en hyperespace, ce qui eut pour effet de griller le générateur et de rendre instable le réacteur à naquadria. Celui-ci dû alors être éjecté dans l'espace avant son explosion. De même, à proximité d'un trou noir, l'ouverture d'une fenêtre hyperespace est impossible, mais contrairement à d'autres univers comme Star Wars, l'hyper-propulsion est équipé de régulateurs pouvant compenser les champs gravitationnels émanant des planètes ou des étoiles.
Il semblerait que les appareils qui permettent le maintien et la sortie d'un vaisseau de l'hyperespace soient différents de ceux qui permettent son entrée ; en effet, dans les épisodes 4x22 et 8x01, les cristaux contrôlant l'hyperespace grillent en cours de voyage, mais le vaisseau ne sort pas d'hyperespace pour autant, même si, une fois en espace conventionnel, il doit subir des réparations pour retourner en hyperespace. La sortie d'hyperespace avec ces appareils hors service se repère grâce à une modification de l'aspect visuel de la fenêtre.
Enfin, l'hyperespace demandant une énergie considérable, les vaisseaux qui s'y trouvent sont souvent obligés de couper tous les systèmes gourmands en énergie, c'est-à-dire l'armement et la plupart des boucliers, ce qui rend les vaisseaux vulnérables pendant un bref laps de temps à la sortie de l'hyperespace. En revanche, certains systèmes de détection et de communication fonctionnent aussi bien en hyperespace qu'en espace conventionnel, permettant à un vaisseau en hyperespace de communiquer avec d'autres situés en espace conventionnel.
Un autre détail est à noter : il semblerait que la création de fenêtres hyperspatiales soit problématique, mais pas impossible, si elle n'a pas lieu dans le vide spatial ; en effet, il a été indiqué dans l'épisode 6x02 que l'ouverture d'une fenêtre dans une atmosphère, si ténue soit-elle, rend la fenêtre instable, menaçant de fracasser le vaisseau tentant de la traverser. On peut toutefois noter que les vaisseaux des Vanirs, la faction asgarde de la galaxie de Pégase, sont capables d'ouvrir des fenêtres hyper-spatiale stables en se trouvant dans l'atmosphère d'une planète, comme vu lors des épisodes 5x10 et 5x11 de Stargate : Atlantis.
Les Anciens, possédant la meilleure maîtrise connue de l'hyperespace, avaient conçu 2 autres engins reposant sur cet aspect de la physique : ils avaient créé une capsule permettant d'enfermer une créature dans l'hyperespace (épisode 1x03 de Stargate : Atlantis), ce qui permettait de l'y enfermer indépendamment de sa taille ; le scientifique ancien Janus a également créé un appareil, l'Attero, qui permettait d'émettre dans l'hyperespace une perturbation spécifique qui empêchait tout vaisseau doté d'une technologie hyperspatiale wraith d'entrer en hyperespace : la fenêtre était bel et bien créée mais l'appareil se fracassait immanquablement contre la fenêtre. Janus interrompit cependant le fonctionnement de l'appareil après quelques jours, car son fonctionnement altérait gravement le réseau des portes des étoiles : une fois ouvertes, celles-ci accumulaient de l'énergie et explosaient en quelques minutes, l'explosion étant assez puissante pour anéantir toute vie sur une planète.
Le temps de parcours n'est pas arbitrairement court : il existe des planètes entre lesquelles il est impossible de se rendre en moins de plusieurs jours (ex. : entre 4 et 21 jours selon l'énergie disponible pour rallier les 3 millions d'années-lumière entre la Terre et Atlantis).

### Battlestar Galactica(2004-2009)
Dans la série Battlestar Galactica, les voyages hyperspatiaux sont appelés « Jump FTL » (Faster Than Light) ou encore « Bond PRL » (« Plus Rapide que la Lumière ») en français.
Ce système de déplacement équipe tous les vaisseaux militaires Battlestars, les Rapaces (vaisseau de guerre électronique embarqués sur les Battlestars) et certains vaisseaux civils comme le Colonial Un. Les vaisseaux cylons disposent également de ce système PRL, mais en plus performant que les vaisseaux humains. Le système PRL fonctionne à l'aide d'un programme informatique spécifique appelé « commande PRL » et d'un ou plusieurs moteurs PRL. On peut supposer que ce système repose sur une méthode permettant de « compresser » l'espace-temps, et donc aux vaisseaux de se rapprocher d'un point précis de l'univers en quelques secondes.
La nature exacte du fonctionnement des moteurs PRL demeure inconnue. Lorsqu'un vaisseau active ses moteurs PRL, il disparaît pour réapparaître quelques secondes plus tard en un autre point de l'univers, à l'intérieur d'un certain rayon d'action. En fait, il déplace l'univers autour de lui et non le vaisseau. Ceci explique l'absence d'inertie ressentie par l'équipage à l'arrivée. Il y a cependant des cas de nausée causés par les sauts PRL, comme le démontre la spécialiste Cally lors de l'épisode pilote de la série. Ces nausées semblent toutefois plus psychologiques que physiques. Le saut PRL d'un appareil provoque une violente onde de choc dans son entourage proche de départ, il est donc conseillé d'être entouré du vide spatial lors d'un saut (on voit notamment le pont d'envol du Galactica se faire éventrer à la suite du saut de Raptor depuis son hangar intérieur). Le saut impose également de violentes contraintes physiques à l'appareil qui l'effectue, ce qui peut à terme poser des problèmes d'intégrité aux vaisseaux vieillissants et insuffisamment entretenus.
Lorsqu'un vaisseau désire faire un saut PRL, il doit calculer plusieurs paramètres afin que ce saut soit sécuritaire. Ceux-ci sont inconnus, mais incluent au moins les probabilités de rencontrer des objets célestes sur le lieu d'arrivée. Un échec dans le calcul d'un saut PRL peut entraîner de graves conséquences comme la réapparition dans un champ d'astéroïdes, une étoile ou même la percussion d'un autre vaisseau lors des sauts de plusieurs vaisseaux simultanément.
En général, les méthodes de calcul sont assez précises et presque aucun accident n'est à enregistrer dans la flotte coloniale. Mais la précision est parfois insuffisante : un accident mortel se produisit lors de sauts de Raptor devant entrer dans l'atmosphère d'une planète et voler au plus près du sol, l'un d'eux réapparaissant dans une colline. Les sauts effectués sans calcul sont très rares, le Pegasus fut l'un des rares vaisseaux à en avoir tenté afin d'échapper à l'assaut des chantiers spatiaux de Scorpia lors de l'attaque des Cylons sur les douze colonies.
Certains sauts spectaculaires, et risqués, sont tentés dans la flotte coloniale comme lors de l'assaut de la flotte coloniale sur New Caprica afin de libérer les humains qui s'y trouvent. Le Galactica y effectue un saut vers l'atmosphère de la planète afin de lancer ses Vipers durant la chute libre qui suit son saut puis effectue un nouveau saut immédiatement afin d'éviter de s'écraser au sol.
Cette technologie, bien qu'extraordinaire, possède des limites. Les vaisseaux de grande taille comme les Battlestars ont une portée opérationnelle beaucoup plus grande que les vaisseaux plus petits possédant la technologie PRL comme les Raptors. Cette limitation oblige ces derniers à effectuer plusieurs sauts afin de parcourir la même distance qu'un vaisseau possédant un plus gros moteur PRL, ce qui le rend vulnérable aux attaques.
Par contre, les Cylons ont une plus grande précision dans le calcul de leurs sauts PRL. Dans l'épisode « Posez votre fardeau » un Raider lourd cylon effectue dix sauts pour se rendre sur Caprica alors que le Galactica en fait 500 pour la même distance. Avant la Destruction des Douze Colonies de Kobol, les vaisseaux ne se risquaient jamais au-delà de la Ligne Rouge étant donné que cette section de l'univers n'était pas connue des coloniaux de l'époque.

### La Culture(1987-2012)
Dans les romans de La Culture d'Iain Banks, l'hyperespace est une grille énergétique à quatre dimensions (cinq en comptant le temps), sous-jacente à l'univers, et qui le sépare d'un univers jumeau plus petit basé sur l'antimatière. Dans le livre Une forme de guerre, l'hyperespace est décrit tel que vu d'un vaisseau qui le traverse comme un : « océan vaste et scintillant vu d'une altitude élevée (…), le soleil y faisant resplendir un milliard de minuscules vaguelettes. » La description ajoute qu'il comporte un matelas nuageux uni, au-dessus de l'océan. Le lecteur est invité alors à conserver le miroitement de la mer malgré l'absence de soleil. Le nuage est alors décrit comme étant piqueté « d'innombrables points lumineux à l'éclat dur tels des yeux lançant des éclairs, isolés, par paires ou par amas plus nombreux. »
Tous les vaisseaux capables de traverser l'hyperespace s'y propulsent au moyen de leurs champs moteurs. Les vagues sont des irrégularités de la grille, les scintillements sur l'océan sont la source d'énergie des vaisseaux, tandis que les points lumineux sur le matelas nuageux sont des étoiles. Les trous noirs sont décrits comme des trombes d'eau.
Les vaisseaux sont généralement incapables de pénétrer dans l'hyperespace lorsqu'ils sont dans un puits de gravité important ; cependant, face à une menace de destruction dans la guerre entre la Culture et les Idirans, un Mental de la Culture a pu non seulement naviguer dans un puits de gravité, mais aussi émerger de l'hyperespace à l'intérieur d'un réseau de tunnels, creusé sous la surface d'une planète.

### Mass Effect(2007-2017)
Dans l'univers des jeux Mass Effect il existe deux façons de se déplacer à vitesse supraluminique, toute deux rendues possibles grâce à l'élément zéro, l'élément responsable de la gravité.
Le vol SLM (Moteur Supraluminique) est possible sur la grande majorité des vaisseaux grâce à l'élément zéro, la quantité utilisée varie selon la masse du vaisseau et de l'allègement voulu,
équiper un vaisseau très massif pour qu'il puisse atteindre des vitesses très élevées s'avère extraordinairement coûteux.
L'élément zéro permet de diminuer la masse de l'appareil et d'améliorer sa vitesse qui peut alors dépasser celle de la lumière dans le champ gravitationnel,
ce qui permet de voyager à vitesse élevée avec une dilatation temporelle moindre.
Si le champ gravitationnel cède à une vitesse supraluminique, la catastrophe est inévitable: l'appareil revient brutalement à une vitesse subluminique et l'énorme quantité d'énergie excédentaire provoque un effet Vavilov-Tcherenkov fatal.
Les moteurs SLM peuvent fonctionner 50 heures en moyenne avant d'atteindre leur point de saturation. Cette limite varie en fonction de l'amplitude de la réduction de masse: un vaisseau plus lourd ou plus rapide atteindra son point de saturation plus rapidement.

Les relais cosmodésiques forment un réseau permettant de se déplacer instantanément dans n'importe quel secteur de la Voie Lactée. Ils sont attribués aux Prothéens, une race ayant régné sur la galaxie il y a cinquante mille ans.
Un relais peut créer un couloir sans gravité vers un autre relais permettant un déplacement instantané entre les deux, bien plus rapide que le vol SLM, qui mettrait des années, voire des siècles, pour parcourir de telles distances.
Il y a les relais principaux qui permettent de parcourir des milliers d'années-lumière mais seulement dans la direction de leur relais "jumeau", et les relais secondaires qui permettent de parcourir des centaines d'années-lumière vers n'importe quel autre relais situé à portée.